# لو بلاتو-مون-رويال
لو بلاتو-مون-رويال حي سكني يقع إدارياً ضمن مونتريال في كندا. وتبلغ مساحته 8.1 كم². يحده إدارياً Rosemont–La Petite-Patrie ‏.

## وصلات خارجية
- الموقع الرسمي